# Siergiej Rodionow
Siergiej Jurijewicz Rodionow (ros. Сергей Юрьевич Родионов, ur. 3 września 1962 w Moskwie) – rosyjski piłkarz grający na pozycji napastnika.

## Kariera klubowa
Rodionow pochodzi z Moskwy, a karierę piłkarską rozpoczął w klubie Krasnaja Priesnia Moskwa. W 1978 roku zadebiutował w jej barwach w drugiej lidze radzieckiej, a po sezonie odszedł do jednej z czołowych drużyn w kraju, Spartaka Moskwa. W sezonie 1979 był tylko rezerwowym w Spartaku, ale już od następnego był podstawowym napastnikiem w zespole. 16 kwietnia 1980 strzelił pierwszą bramkę w lidze w wygranym 2:0 domowym spotkaniu z Szachtarem Donieck. W sezonie 1980 stworzył atak z Jewgienijem Sidorowem, a następnie z Jurijem Gawriłowem (występującym także w pomocy) i wywalczył wicemistrzostwo Związku Radzieckiego. W 1981 roku ponownie zajął drugie miejsce w lidze, a w latach 1983–1985 powtórzył te sukcesy. W sezonie 1987 wywalczył ze Spartakiem swoje pierwsze w karierze mistrzostwo ZSRR, a w sezonie 1989 ponownie sięgnął po tytuł mistrzowski. W tamtym sezonie osiągnął także inny sukces – z 16 golami został królem strzelców pierwszej ligi.
Latem 1990 roku Rodionow wraz z innym zawodnikiem Spartaka Fiodorem Czerienkowem wyjechał ze Związku Radzieckiego do Francji i został piłkarzem tamtejszego klubu Red Star 93, występującego w drugiej lidze francuskiej. W Red Star 93 grał przez trzy lata, w dwóch ostatnich sezonach grając w ataku z późniejszym reprezentantem Francji, Steve’em Marletem.
W 1993 roku Rodionow wrócił do Spartaka, ale w rozgrywkach rosyjskiej Premier Ligi był rezerwowym dla Nikołaja Pisariewa, Władimira Biesczastnycha i Andrieja Tichonowa. W 1993 i 1994 roku został mistrzem Rosji, a w 1995 roku zakończył karierę sportową.
| Sezon   | Klub                     | Kraj    | Rozgrywki     | Mecze | Bramki |
| ------- | ------------------------ | ------- | ------------- | ----- | ------ |
| 1978    | Krasnaja Priesnia Moskwa | ZSRR    | II liga       | 5     | 0      |
| 1979    | Spartak Moskwa           | ZSRR    | I liga        | 3     | 0      |
| 1980    | Spartak Moskwa           | ZSRR    | I liga        | 30    | 8      |
| 1981    | Spartak Moskwa           | ZSRR    | I liga        | 29    | 9      |
| 1982    | Spartak Moskwa           | ZSRR    | I liga        | 30    | 9      |
| 1983    | Spartak Moskwa           | ZSRR    | I liga        | 16    | 5      |
| 1984    | Spartak Moskwa           | ZSRR    | I liga        | 32    | 13     |
| 1985    | Spartak Moskwa           | ZSRR    | I liga        | 29    | 14     |
| 1986    | Spartak Moskwa           | ZSRR    | I liga        | 23    | 17     |
| 1987    | Spartak Moskwa           | ZSRR    | I liga        | 26    | 12     |
| 1988    | Spartak Moskwa           | ZSRR    | I liga        | 24    | 12     |
| 1989    | Spartak Moskwa           | ZSRR    | I liga        | 28    | 16     |
| 1990    | Spartak Moskwa           | ZSRR    | I liga        | 9     | 5      |
| 1990/91 | Red Star 93              | Francja | Ligue 2       | 14    | 3      |
| 1991/92 | Red Star 93              | Francja | Ligue 2       | 30    | 4      |
| 1992/93 | Red Star 93              | Francja | Ligue 2       | 14    | 2      |
| 1993    | Spartak Moskwa           | Rosja   | Priemjer-Liga | 3     | 4      |
| 1994    | Spartak Moskwa           | Rosja   | Priemjer-Liga | 7     | 2      |
| 1995    | Spartak Moskwa           | Rosja   | Priemjer-Liga | 9     | 3      |

## Kariera reprezentacyjna
W reprezentacji Związku Radzieckiego Rodionow zadebiutował 27 sierpnia 1980 roku w wygranym 4:1 towarzyskim spotkaniu z Węgrami i w debiucie zdobył gola. W 1982 roku został powołany przez selekcjonera Konstantina Bieskowa do kadry na Mistrzostwa Świata w Hiszpanii. Tam wystąpił we dwóch spotkaniach: z Nową Zelandią (3:0) oraz z Belgią (1:0). Z kolei w 1986 roku był w drużynie ZSRR, prowadzonej przez Walerego Łobanowskiego, na Mundial w Meksyku. Tam był rezerwowym zawodnikiem, ale rozegrał 4 mecze: z Węgrami (6:0 i gol), z Francją (1:1), z Kanadą (2:0) oraz w 1/8 finału z Belgią (3:4 po dogrywce). 28 marca 1990 wystąpił po raz ostatni w kadrze ZSRR, w spotkaniu z Holandią (2:1). Ogółem w drużynie narodowej rozegrał 37 spotkań i strzelił 8 bramek.

## Kariera trenerska
Po zakończeniu kariery Rodionow został trenerem. Prowadził rezerwy Spartaka Moskwa oraz drużyny Spartaka Łuchowizy i Anży Machaczkała. Obecnie jest asystentem w pierwszej drużynie Spartaka.